# Hadhari Djaffar
Hadhari Djaffar Saindou  (ur. 17 listopada 1978) – lekkoatleta z Komorów, sprinter, którego specjalizacją jest bieg na 200 metrów. Jego rekord na tym dystansie wynosi 22.68 sekundy.
Trzykrotnie startował w igrzyskach olimpijskich - w 1996 w Atlancie, 2000 w Sydney i 2004 w Atenach.